# Carl Osburn
Carl Townsend Osburn, (5. května 1884, Jacksontown, Ohio – 28. prosince 1966, St. Helena , Kalifornie) byl americký sportovní střelec, držitel pěti zlatých, čtyř stříbrných a dvou bronzových medailí z olympijských her 1912, 1920 a 1924. K roku 2004 byl v žebříčku nejúspěšnějších olympioniků na 11. místě.

## Životopis
Carl Osburn se narodil ve městě Jacksontown v Ohiu. 1. srpna 1903 byl přijal jako praktikant do Americké námořní akademie, kterou absolvoval v roce 1907. Na moři začal sloužit na lodi Rhode Island v říjnu 1906 a pobyl na ní do června 1908. V této době se začal zajímat o sportovní střelbu. Brzy začal usilovat o místo v americkém národním týmu. Osburn pak sloužil na dělovém člunu Castine a později na lodi Mississippi, které se pohybovaly na východním pobřeží Atlantiku.
V roce 1912 byl povýšen do hodnosti poručíka a z Mississippi byl uvolněn k účasti na olympijských hrách ve Stockholmu. Po olympiádě nastoupil na vojenskou loď Des Moines, která operovala v Karibiku a monitorovala tamější situaci. V létě 1913 se vrátil Osburn ke sportovní střelbě v národním týmu USA. V letech 1913 – 1915 sloužil na souši v Námořní akademii, pak se vrátil na moře, do roku 1920 sloužil na prezidentské jachtě Mayflower, kde byl od roku 1917 velícím poručíkem a v září 1918 se stal velitelem. Na této lodi byl svědkem významných událostí během 1. světové války, kdy loď plula mezi americkými a evropskými břehy s významnými osobnostmi. Osburn za války získal několik vyznamenání, mj. Belgický královský řád.
Od roku 1919 se stal Osburn opět členem národního střeleckého týmu USA a o rok později je jedním z nejúspěšnějších účastníků olympiády v Antverpách. V letech 1920 – 1922 sloužil Osburn na lodích Schenck a Relief. V prosinci 1922 byl jmenován námořním zbrojním inspektorem společnosti Bausch & Lomb Optical Company v Rochesteru ve státě New York. Zůstal zde do roku 1925. Tato léta přinesla Osburnovi řadu mezinárodních sportovních úspěchů včetně poslední olympijské medaile z Paříže.
V letech 1925 – 1927 sloužil Osburn na lodi Dallas křižující v oblasti atlantského pobřeží a Karibiku. Své vojenské vzdělání si doplňuje v letech 1927 – 1929 na Námořní válečné koleji (Naval War College) v Providence, stát Rhode Island a na Vojenské válečné koleji (Army War College) v Carlisle v Pensylvánii. Po krátké službě na souši velel do r. 1936 na lodích Concord a Henderson. V roce 1936 se vrátil k práci na souši do San Francisca. Stal se zde ředitelem 12. okrsku námořních záloh. V roce 1939 odešel do výslužby a se svou manželkou Mary se usadil v Napa Valley ve St. Heleně v Kalifornii, kde také v roce 1966 zemřel.

## Carl Osburn na olympijských hrách

### 5. letní olympijské hry 1912, Stockholm

#### Libovolná puška 300 m jednotlivci
V této disciplíně startovalo 84 závodníků z 9 zemí, zvítězil Paul Colas z Francie před Larsem Jörgenem Madsenem z Dánska a jeho krajanem Nielsem H. D. Larsenem, Osburnovi se nedařilo a skončil na 17. místě.

#### Vojenská puška 300 m jednotlivci 3 polohy
Startovalo 91 střelců z 12 zemí. Zvítězil Maďar Sándor Prokopp s 95 body, druhý byl Carl Osburn, třetí Embret Skogen (Norsko), oba s 95 body.

#### Vojenská puška 600 m jednotlivci libovolná poloha
Startovalo 85 závodníků z 12 zemí, zvítězil Francouz Paul Colas před Carlem Osburnem (oba shodně 94 b.), třetí byl další Američan Joseph Jackson o bod zpět.

#### Vojenská puška družstva
Deset šestičlenných družstev se postavilo na start této soutěže. Zvítězily USA ve složení Charles Burdette, Allan Briggs, Harry Adams, Joseph Jackson, Carl Osburn a Warren Sprout se ziskem 1687 b. před Velkou Británií (1602 b.) a Švédskem (1570 b.).

#### Malorážka jednotlivci 50 m
K malorážce se postavilo 41 jednotlivců z 9 zemí. Carl Osburn skončil na 13. místě, když zvítězil Frederick Hird z USA, druhý byl William Millne (USA), třetí Harry Burt (Velká Británie).

#### Malorážka družstva 50 m
K soutěži nastoupilo šest čtyřčlenných družstev. Zvítězila Velká Británie (762 b.), druhé bylo Švédsko (748 b.), třetí USA (744 b.) ve složení Warren Sprout, William Leushner, Frederick Hird a Carl Osburn.

#### Malorážka 25 m na mizící terč
Nastoupilo 36 střelců z 8 zemí, zvítězil Vilhelm Carlberg před Johanem Hübnerem von Holstem a Gustafem Ericssonem, všichni Švédové. Carl Osburn obsadil 34. místo (třetí od konce).

### 7. letní olympijské hry 1920, Antverpy

#### Libovolná puška 300 m jednotlivci tři polohy
Mezi 70 závodníky ze 14 zemí byl Carl Osburn čtvrtý. Zvítězil jehio krajan Morris Fisher před Nielsem Hansenem Ditlevem Larsenem z Dánska a Norem Östenem Östensenem.

#### Libovolná puška 300 m družstva tři polohy
Závodilo 70 střelců ze 14 zemí. Soutěž byla nejlepší pro střelce USA (4876 b.) ve složení Morris Fisher, Carl Osburn, Dennis Fenton, Lloyd Spooner a Willis Lee. Druhé skončilo Norsko (4741 b.), třetí Švýcarsko (4698 b.).

#### Vojenská puška 300 m vstoje jednotlivci
Soutěžilo 48 závodníků z 12 zemí. Carl Osburn získal s 56 body olympijský titul, za ním skončil Dán Lars Jörgen Madsen (55 b.), třetí byl další Američan Lawrence Adam Nuesslein s 54 b.

#### Vojenská puška 300 m vstoje družstva
Celkem 15 družstev se 75 závodníky bylo sestaveno pro tuto soutěž. Zvítězilo Dánsko (266 b.), před USA (255 b.), které střílely ve složení Carl Osburn, Lawrence Nuesslein, Lloyd Spooner, Willis Lee a Thomas Brown, třetí skončil tým Švédska.

#### Vojenská puška 300 m vleže družstva
I v této soutěži střílelo 75 závodníků z 15 zemí. Zvítězily USA (289 b.) ve složení Carl Osburn, Lloyd Spooner, Morris Fisher, Willis Lee a Joseph Jackson. Druhá byla Francie, třetí Finsko.

#### Vojenská puška 300 a 600 m vleže - družstva
Startovalo 14 družstev, tj. 70 závodníků. Zvítězily opět USA (573 b.) ve složení Joseph Jackson, Willis Lee, Gunnery Ollie Schriver, Carl Osburn a Lloyd Spooner. Druhé skončilo Norsko (565 b.), třetí Švýcarsko.

#### Střelba na běžícího jelena, jednotlivci
V této soutěži, kde startovalo 22 závodníků ze čtyř zemí, byl Carl Osburn neúspěšný, historie jeho umístění neuvádí. Zvítězil Otto M. Olsen z Norska před Alfredem Swahnem ze Švédska a dalším Norem Haraldem Natvigem.

#### Střelba na běžícího jelena, družstva
Závodilo 20 střelců ze 4 zemí. Zvítězilo Norsko (178 b.) před Finskem (159 b.), třetí byly USA (158 b.) ve složení Thomas Brown, Lawrence Nuesslein, Lloyd Spooner, Carl Osburn a Willis Lee.

#### Dvojstřel na běžícího jelena, jednotlivci
Účastnilo se 23 závodníků ze čtyř zemí. Zvítězil Ole Andreas Lilloe-Olsen (Norsko), druhý byl Frederik Landelius (Švédsko), třetí Einar Liberg (Norsko). Umístění Carla Osburna není známo.

#### Dvojstřel na běžícího jelena, družstva
Soutěže se zúčastnilo 20 závodníků ze 4 zemí, Američané Thomas Brown, Willis Lee, Lawrence Nuesslein, Carl Osburn a Lloyd Spooner obsadili 4. místo, zvítězilo Norsko před Švédskem a Finskem.

### 8. letní olympijské hry 1924, Paříž

#### Libovolná puška 400, 600, 800 m družstva
Startovalo 73 závodníků z 19 zemí. Zvítězil Morris Fisher z USA (95 b.), druhý byl Carl Osburn (také 95 b.), třetí Dán Niels Hansen Larsen (93 b.). V soutěži družstev Osburn tým USA již nereprezentoval.

## Tituly mistra světa
- 1921 až 1924 – libovolná puška 3 x 40 ran na 300 m – družstva
- 1921 až 1924 – libovolná puška 300 m vleže – družstva
- 1923 a 1924 – libovolná puška 300 m vkleče – družstva
- 1923 a 1924 – libovolná puška 300 m vstoje – družstva